# Protactinium(V)-chlorid
Protactinium(V)-chlorid ist eine chemische Verbindung aus Protactinium und Chlor mit der Formel PaCl5. 

## Darstellung
Protactinium(V)-chlorid kann durch Reaktion von Protactinium(V)-oxid mit Thionylchlorid, Tetrachlorkohlenstoff oder Kohlenstoff und Chlor gewonnen werden.
{\displaystyle {\ce {Pa2O5 + 5 SOCl2 -> 2 PaCl5 + 5 SO2}}}
{\displaystyle {\ce {Pa2O5 + 5 CCl4 -> 2 PaCl5 + 5 COCl2}}}
{\displaystyle {\ce {2 Pa2O5 + 5 C (+ CCl4) + 10 Cl2 -> 4 PaCl5 + 5 CO2}}}

## Eigenschaften
Protactinium(V)-chlorid kristallisiert mit gelber Farbe im monoklinen Kristallsystem in der Raumgruppe C2/c (Raumgruppen-Nr. 15) mit den Gitterparametern a = 797 pm, b = 1135 pm, c = 836 pm und β = 106,4° mit vier Formeleinheiten pro Elementarzelle. Es besitzt eine Kettenstruktur bestehend aus 7-fach koordinierten nichtregulären pentagonalen Bipyramiden, die jeweils die Kanten der Fünfecke teilen.

## Sicherheitshinweise
Einstufungen nach der CLP-Verordnung liegen nicht vor, weil diese nur die chemische Gefährlichkeit umfassen, die eine völlig untergeordnete Rolle gegenüber den auf der Radioaktivität beruhenden Gefahren spielt. Auch Letzteres gilt nur, wenn es sich um eine dafür relevante Stoffmenge handelt.